# ディアーナ

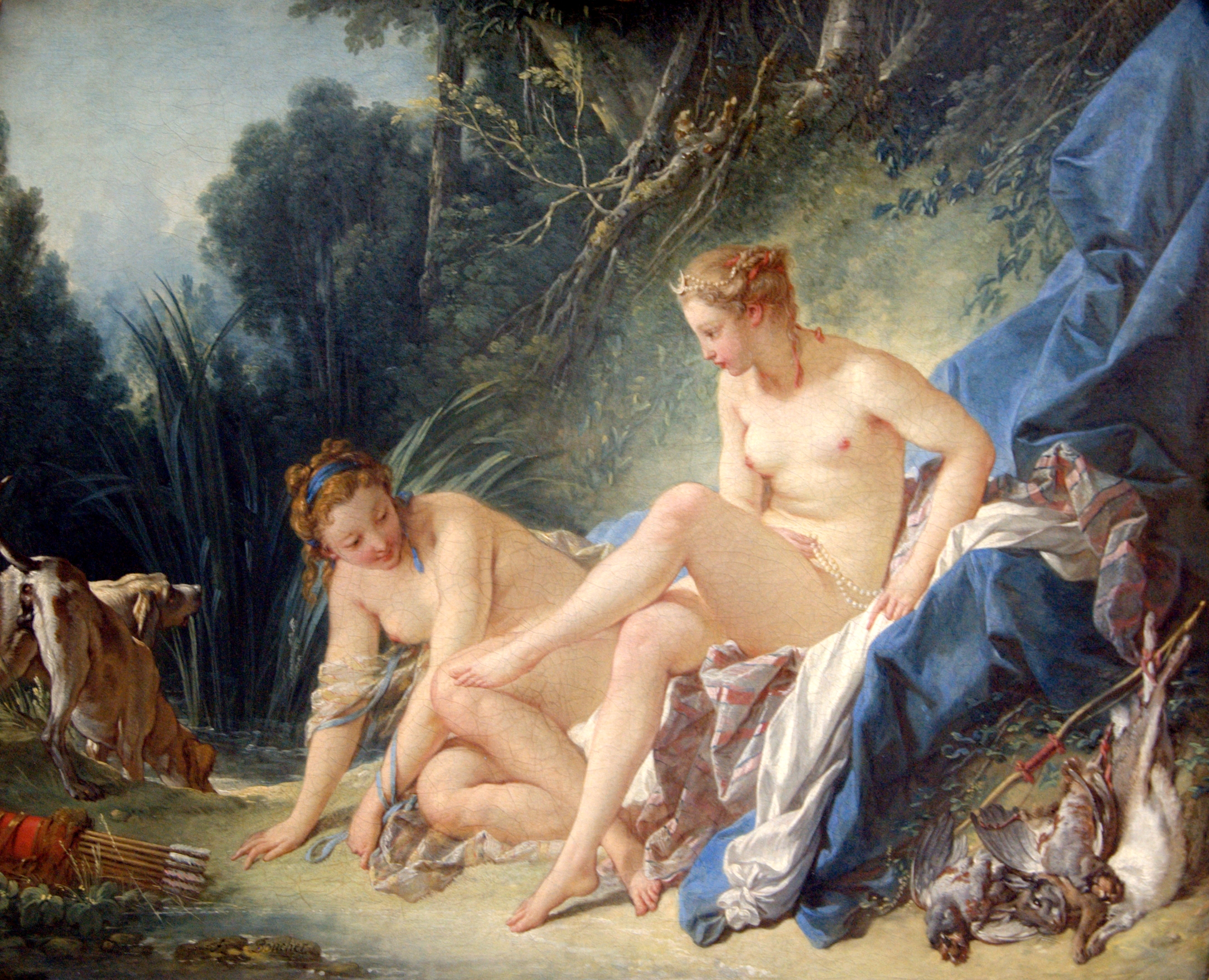
フランソワ・ブーシェの1742年の絵画『ディアーナの水浴』。ルーヴル美術館所蔵。

ディアーナ（ラテン語：Diāna）あるいはディーアーナ (Dīāna) は、ローマ神話に登場する、狩猟、貞節と月の女神。ユーピテルとラートーナの娘で、アポローの妹とする説がある。銀の弓を手にするのが特徴。
日本語では長母音記号を省略してディアナとも呼ぶ。英語読みダイアナ (Diana)でも知られる。ギリシア神話ではアルテミスに相当する。南イタリアのカプアとローマ付近のネモレーンシス湖湖畔のアリーキアを中心に崇拝されていた。

## 概要

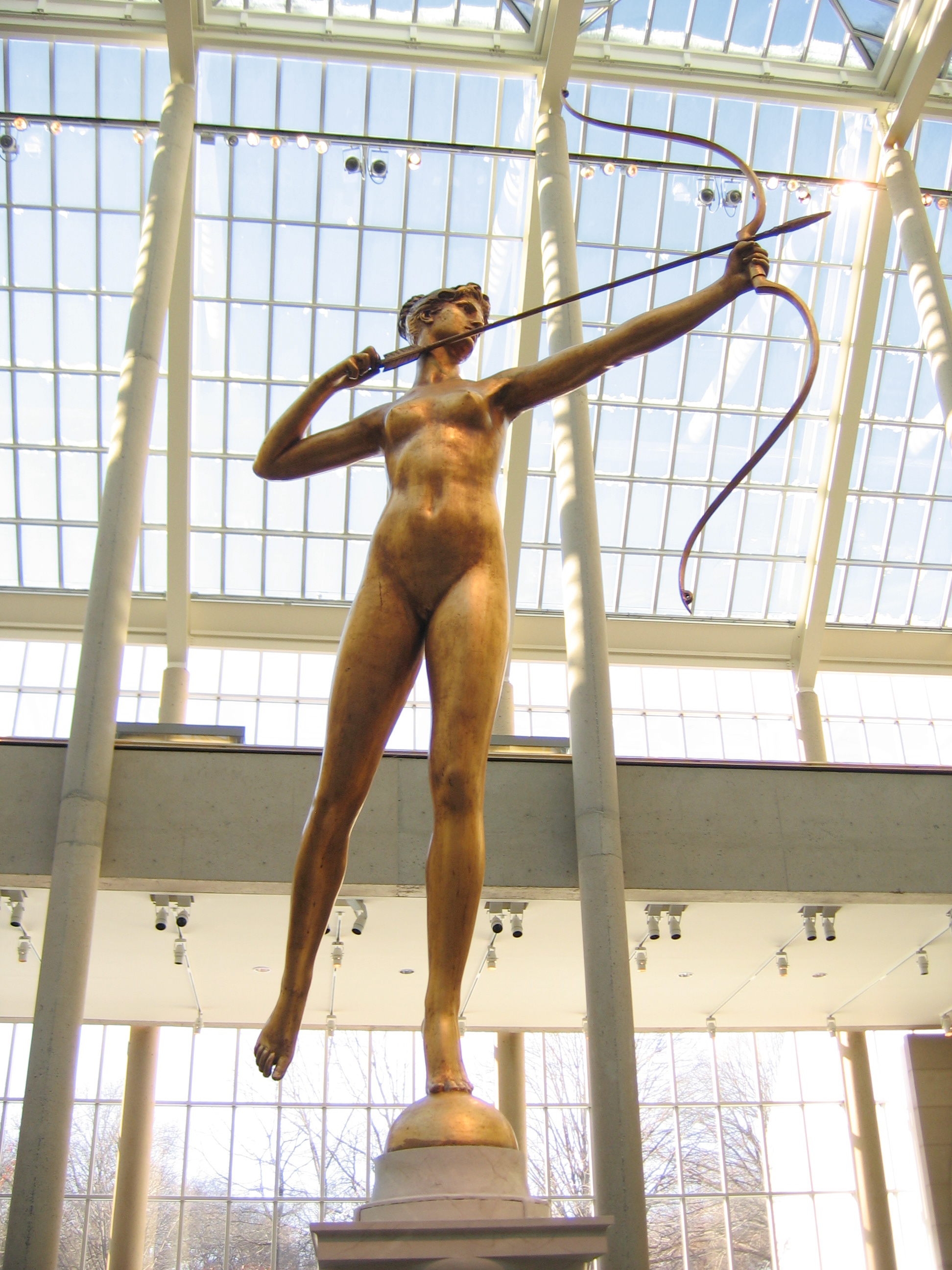
オーガスタス・セント＝ゴーデンスによって作られたディアーナ像。メトロポリタン美術館所蔵。

古くから月神ルーナ（ギリシア神話ではセレーネーに相当）と同一視されていたが、元は樹木の神であったとされ、農民に信仰されたために特に人間に対する多産の神となった。アリーキアでは森の神ウィルビウスと共に祭られており、その神官職はその森の木の枝を折り取った奴隷が神官と決闘し、その神官を倒した奴隷に代々受け継がれていた。
また、比較的古くからギリシア神話の処女神アルテミスと同一視されており、セレーネー、ヘカテーとも同一視されるようになった。ヘカテーと同じくトリウィアがディアーナの形容語である。またアリーキアで祭られていたディアーナはタウリケーで祭られていた人身御供を求めるアルテミスと同一視され、ウィルビウスはアスクレーピオスに蘇らされたヒッポリュトスがその名を変えたものと解釈されていた。
ウェルギリウスによる『アエネーイス』の中では、ディアーナは三つの顔の名を持ち、天ではルーナ、地上ではディアーナ、地下ではプロセルピナであるとされている。
ディアーナの神話は他のローマ神話の神と同じく、ほとんどがアルテミスのものであり、独自の神話は無い。

## 異教信仰
10世紀のキリスト教の法規書では魔女達の女神はディアーナとヘロディアスであると書かれている。中世ヨーロッパの各地で、夜間に異教の女神であるディアーナに導かれて野獣に乗って騎行する女たちの話が伝えられていた。
1889年にチャールズ・ゴッドフリー・リーランドが発表した『アラディア、あるいは魔女の福音』ではディアーナが原初の月の女神として登場しており、光の神ルシファー（悪魔のルシファーとは別である）との間に生まれた娘・アラディアを地上に遣わし、受難する抑圧された者達に、迫害する者に対して魔女術によって対抗する事を教えたとされている。